# Bourg-de-Péage
Bourg-de-Péage ist eine französische Gemeinde im Département Drôme in der Region Auvergne-Rhône-Alpes.

## Geographie

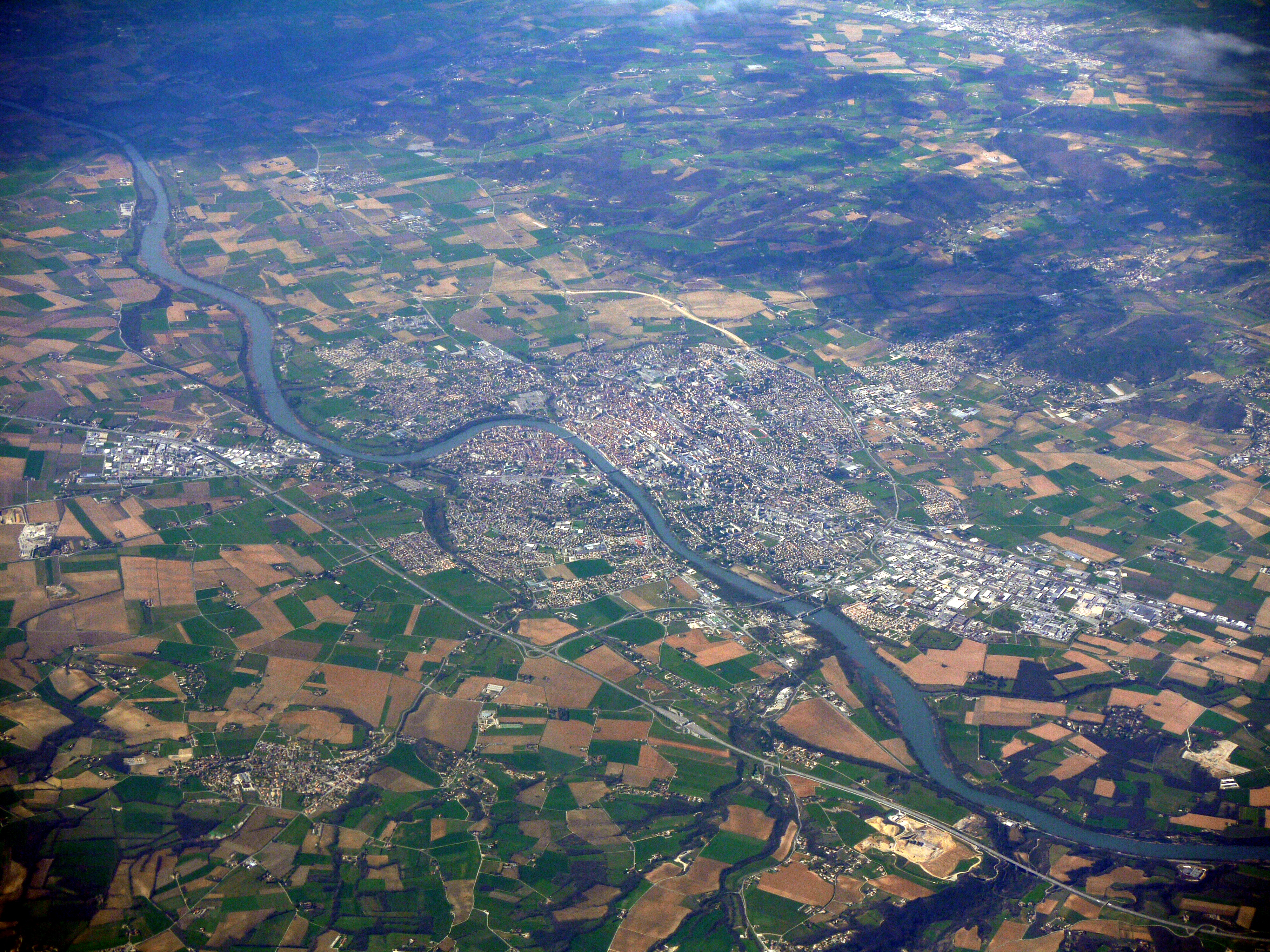
Romans sur Isère (oberhalb) und Bourg de Péage (unterhalb der Isère)

Bourg-de-Péage liegt 20 Kilometer von Valence, der Hauptstadt des Départements Drôme entfernt. Gemeinsam mit der Nachbarstadt Romans-sur-Isère, die auf der gegenüberliegenden Seite der Isère nördlich von Bourg-de-Péage liegt, und den umliegenden Gemeinden bildet Bourg-de-Péage einen Ballungsraum mit ca. 50.000 Einwohnern.

## Geschichte

### Etymologie
Der Name Bourg-de-Péage leitet sich von Bourg, dem französischen Wort für Dorf, Gemeinde, und Péage, dem Begriff für Maut, ab. Diese Namensgebung kommt daher, dass sich im Mittelalter ein Brückenzoll in der Gemeinde befand. Reisende über die Isère mussten dem Zöllner ein gewisses Entgelt geben, damit die steinerne Brücke von der Stadt Romans unterhalten werden konnte.
In dieser Zeit existierten neben der Brücke nur wenige Gebäude: Ein Steinturm mit der Wohnung des Zöllners; die Kapelle Notre-Dame-du-Pont und ein kleines Spitalgebäude direkt an der Brücke. Diese Infrastruktur wurde oft von der Isère geschädigt. Im 17. Jahrhundert verschwand das Turmgebäude. Später wurde das Gebäude wieder rekonstruiert, im Zweiten Weltkrieg wurden jedoch sowohl die Brücke als auch die umliegenden Gebäude zerstört. Diese historischen Bauwerke sind jedoch wieder nachgebaut worden und bilden heute eine Touristenattraktion.

### Bevölkerungsentwicklung
| Jahr                       | 1962 | 1968 | 1975 | 1982 | 1990 | 1999 | 2006 | 2018   |
| Einwohner                  | 7804 | 8597 | 8626 | 8413 | 9248 | 9752 | 9944 | 10.007 |
| Quellen: Cassini und INSEE |      |      |      |      |      |      |      |        |

Mit 9777 Einwohnern (Stand 1. Januar 2022) gehört Bourg-de-Péage zu den größeren Gemeinden im Départements Drôme. 1962 hatte die Gemeinde noch 7820 Einwohner. Bis 1982 wurden nur relativ geringe Schwankungen verzeichnet. Seither nimmt die Bewohnerzahl jedoch konstant zu.

## Sport
Die erste Mannschaft von Bourg-de-Péage Drôme Handball spielte bis 2022 in der ersten französischen Liga handball.

## Städtepartnerschaften
Mit folgenden Städten hat Bourg-de-Péage Partnerschaften geschlossen:
- Verbania im Piemont (Italien)
- Mindelheim in Bayern (Deutschland)
- East Grinstead in West Sussex (Großbritannien)
- Sant Feliu de Guíxols in Katalonien (Spanien)
- Schwaz in Tirol (Österreich)

## Persönlichkeiten
- Didier Guillaume (1959–2025), Politiker und Staatsminister von Monaco

## Nachweise
1. ↑  Website Bourg-de-Péage (Memento des Originals vom 8. Juli 2013 im Internet Archive)  Info: Der Archivlink wurde automatisch eingesetzt und noch nicht geprüft. Bitte prüfe Original- und Archivlink gemäß Anleitung und entferne dann diesen Hinweis.